# 黑邊海兔
黑邊海兔（学名：Aplysia parvula）为海鹿科海鹿屬下的一个种。

## 扩展阅读
- 維基物種上的相關：黑邊海兔